# Nosotros los rateros
Nosotros los rateros es una película de comedia de enredos mexicana de 1949, dirigida por Jaime Salvador y protagonizada por Manolín y Shilinsky junto a las actrices, Patricia Morán, Fanny Schiller y Prudencia Griffel. 
Esta película cuenta con el debut actoral de Joaquín García «Borolas». Se trata de una familia de rateros, de la aventura de uno de ellos en un hotel y los enredos que tienen lugar ahí, y del juicio de otro hermano.

## Argumento
Elena (Patricia Morán) llega al Guillermo Hotel y pide un cuarto al conserje en turno. El conserje le asigna el cuarto número 421, que es el único libre, y ella se instala y le comenta que al día siguiente llegarán sus padres, así que espera que para entonces haya habitaciones disponibles. De inmediato le telefonea a su novio Ludovico (Shilinsky) para notificarle su llegada. El conserje termina su turno y llega el nuevo. Mientras Elena se está preparando para dormir, sale de abajo de la cama un ladrón (Manolín) y toma un cigarro que ella estaba fumando. Cuando ella se da cuenta se extraña mucho y prende otro cigarro, luego se mete a bañar.
Alberto (Manuel Calvo) llega al mismo hotel y pide un cuarto. Como el anterior conserje no hizo la anotación correspondiente, el que está en turno le asigna el mismo cuarto, y éste se acuesta a dormir. Cuando Elena sale del baño se da cuenta de la presencia de Alberto y comienza a gritar, diciendo que es un ladrón, y se desmaya. Cuando ella despierta, él le explica que hubo un error y que va a ir a arreglar el problema. Sin embargo ella se lo impide, ya que le dice que es malo para su reputación que vean que está junto con un hombre en un cuarto, así que se ponen a platicar de varias cosas. Durante su charla se conoce que Alberto es abogado, mientras que Ludovico es fiscal.
A mitad de la charla ella escucha un ruido y luego ven que hay unos pies bajo la cama. Sacan el cuerpo y ven que es un hombre que está dormido. Lo despiertan y entonces él confiesa que es ladrón, que su nombre es Mercedes, les cuenta la historia de por qué se llama así, y luego se despide. Entonces Elena le pide que se quede para no quedarse a solas con Alberto, a lo que Mercedes accede, a condición de que le
inviten de cenar. Luego, este telefonea a su mamá (Prudencia Grifell) para que no esté con pendiente y para mandar llamar a "Cartucho" (Pepe Hernández), un amigo y colega.
Los tres se ponen a platicar y se dan cuenta de que Ludovico será fiscal y Alberto abogado del hermano de Mercedes (también interpretado por Manolín), que será juzgado próximamente por asaltar una joyería. Entonces, acuerdan tratar de enternecer a Ludovico para que no mande a la horca al hermano de Mercedes. Después se distribuyen para dormirse: Alberto en el sofá, Elena encima de la cama y Mercedes abajo de la misma.
Mientras duermen, llega "Cartucho". Mercedes le explica la situación y le encarga secuestrar al fiscal en caso de que este no acceda a dejar libre a su hermano.
Cuando llegan los padres de Elena, Ludovico los recibe y los lleva al hotel. Elena despierta a Alberto y a Mercedes para que no los vean y los esconde en el baño. Ahí, Alberto y Mercedes juegan cartas, con lo que Mercedes despoja a Alberto de todas sus pertenencias.
Una modista llega para probarle a Elena su vestido de novia y ella se lo tiene que probar detrás de un biombo, por estar ocupado el baño. Ludovico desconfía al ver algunas de las pertenencias de Alberto, pero Elena le rebate sus argumentos con llanto, así que este ya no le dice nada.
Cuando se van, Elena invita a Alberto y Mercedes a una cena con Ludovico y los padres de ambos, donde van a aprovechar para tratar de enternecerlo. Mercedes dice que él se encargará de conseguir ropa elegante para sí mismo y para Alberto. Cuando él se va, llega por equivocación un tipo que
dice ser el juez del mismo caso (Joaquín García "Borolas").
Mercedes llega a su casa y encuentra que con su mamá está "Cartucho", así que aprovecha y le da instrucciones para la noche, y se va a seguir con su misión.
Durante la cena, hacen que Ludovico beba y tratan de convencerlo, pero él no accede, así que Mercedes le ordena a "Cartucho" y al resto de sus secuaces que lo secuestren. Sin embargo, cuando Mercedes les indica
la posición donde está Ludovico, este cambia de lugar con Alberto, por lo que es a este último a quien secuestran.
Al otro día, "Cartucho" les explica que llevaron a Alberto a comer camotes a Puebla. Sin otra opción, Mercedes toma el lugar de Alberto y asume la defensa de su hermano a nombre del abogado.
Al inicio del juicio, el juez inicia la narración de los hechos, alabando las acciones del acusado y censurándolo por haberse dejado agarrar. El público aplaude al oír las acciones del acusado.
El fiscal comienza su perorata y provoca que el abogado (Mercedes personificando a Alberto) defienda su profesión, por lo que Ludovico y Mercedes van con el juez para discutir en privado, y mientras eso hacen, entre los tres se roban mutuamente varios objetos.
Al continuar el juicio, Mercedes manipula la opinión del jurado y del juez, lo que hace que finalmente se declare inocente al acusado y quede libre.
Al salir de la sala, Alberto regresa, por lo que Elena le pide que la lleve a Veracruz y los dos se van, muy amartelados, mientras el público asistente se lleva cargando en hombros al fiscal, al juez y a Mercedes.

## Curiosidades
Durante la cena, Manolín y Shilinsky, así como otros actores, presentan un número ruso. Durante el mismo tocan balalaikas y cantan la canción rusa "Ochi Chornye" (Ojos Negros) en ruso y en español.
Durante el juicio Manolín hace un chiste y el juez se ríe imitando al famosísimo Pájaro Loco (en inglés Woody Woodpecker), personaje de los estudios de Walter Lantz.

## Elenco
- Manuel Palacios «Manolín» como Mercedes/Hermano.
- Estanislao Schillinsky como Ludovico.
- Patricia Morán como Elena.
- Manuel Calvo como Alberto.
- Juan Calvo como Don Raimundo.
- Fanny Schiller como Madre de Ludovico.
- Prudencia Grifell como Madre de Mercedes.
- Joaquín García «Borolas» como Juez Félix Aguado.
- Pepe Martínez como Don José.
- José Marino como Conserje nocturno.
- Pepe Hernández como Cartucho.
- Armando Arriola como Conserje diurno.
- Lola Tinoco
- Pedro Elviro como Botones.
- Carmen Manzano como Modista.
- Paco Martínez como Miembro de jurado.
- Rubén Márquez como Cliente de cabaret.
- Ignacio Peón de Miembro jurado.